# Búnquers de les Torres
Els Búnquers de les Torres són una construcció catalogada com a monument del municipi de Garriguella (Alt Empordà) inclosa en l'Inventari del Patrimoni Arquitectònic de Catalunya.

## Descripció
Situats al sud-oest del nucli urbà de la població de Garriguella, a poca del puig de la Mala Veïna, al quilòmetre 50 de la carretera C-252.
Conjunt de quatre búnquers situats en un camp d'olivars, al costat de la carretera. Es tracta de construccions mig soterrades, que presenten plantes més o menys rectangulars, i que estan bastides amb formigó. Les cobertes són planes i conserven terra al damunt, fruit del camuflatge original de les fortificacions. El búnquer central és de mides força més grans que la resta i correspon probablement a la direcció de tir. Té dues grans obertures rectangulars, una porta i una finestra espitllerada, d'accés a l'interior, el qual conserva les restes de l'encofrat al parament. Els tres búnquers restants són de mides més petites i segueixen el mateix patró. Cadascun presenta una petita obertura rectangular per disparar i una porta d'accés rectangular, mig colgada de terra.

## Història
Construcció militar portada a terme per l'organisme franquista denominat "Servicio Militar de Construcción". Aquestes fortificacions pertanyen a l'extensa i àmplia xarxa de búnquers i nius de metralladora, bastides entre els anys 1940-45, que s'estén tot al llarg de les terres properes a la frontera i al litoral nord de l'Empordà. Aquesta va ser nomenada "linea P" o "linea Peréz", encara que també és coneguda com a "línia Gutierrez", potser pel fet que el coronel d'enginyer Manuel Duelo Gutiérrez, va participar en una reunió relativa a la fortificació d'aquesta línia.
Realment, l'origen del nom ve donat per la posició geogràfica de la línia en qüestió que abastava tota la part del Pirineus, d'aquí que s'anomenés P. Totes aquestes construccions foren bastides després d'acabar-se la guerra del 1936-39 pels serveis de l'exèrcit del govern dictatorial, en resposta a una possible invasió procedent de França.